# Gymnocephalus baloni
Gymnocephalus baloni là một loài cá thuộc họ Percidae. Nó được tìm thấy ở Áo, Bulgaria, Cộng hòa Séc, Đức, Hungary, Moldova, România, Serbia, Montenegro, và Slovakia. Tên tiếng Anh của loài này được đặt theo tên nhà ngư học người Canada gốc Ba Lan Eugene K. Balon.